# Carlo Roberto Maria Redaelli
Carlo Roberto Maria Redaelli, italijanski nadškof, * 23. junij 1956, Milano.

## Življenjepis
Papež Benedikt XVI. ga je 28. junija 2012 imenoval za goriškega nadškofa metropolita; nasledil je Dina De Antonija, ki je odstopil zaradi starostne omejitve. 8. septembra je zapustil ambrozijansko nadškofijo, 14. oktobra pa je prevzel kanonično posest nadškofije Gorica. Dne 29. junija 2013 je v baziliki svetega Petra v Vatikanu iz rok papeža Frančiška prejel palij.